# Manoir de la Ville Daniel
Ne doit pas être confondu avec Manoir de la Ville-Daniel.
Le manoir de la Ville Daniel est un édifice situé à Monteneuf en France.

## Localisation
Le manoir est situé sur le territoire de la commune de Monteneuf, au lieu-dit la Ville Daniel, dans le département du Morbihan en région Bretagne.

## Description
Le manoir date du XVIe siècle. Édifice à un étage carré, élévation à travées, construit en moellons sans chaîne en pierre de taille de schiste. Toiture à longs pans recouverte d'ardoises, pignon couvert.

## Historique
La datation de la deuxième moitié du XVIe siècle s'appuie sur le décor adopté, armoiries dans l'élévation sud et linteau de cheminée, non élucidées sauf mi-parti Porcaro.
Le manoir est inscrit à l'inventaire général du patrimoine culturel.